# Shauna Coxsey
Shauna Coxsey (Runcorn, 27 de gener de 1993) és una escaladora professional anglesa. Va guanyar la Copa del Món d'escalada en bloc de l'IFSC el 2016 i el 2017. Es va retirar de l'escalada de competició després de participar en els Jocs Olímpics del 2020, els primers que van incloure l'escalada esportiva, quedant desena a la classificació final.
Coxsey va començar a escalar el 1997 als quatre anys, inspirada per una emissió televisiva de Catherine Destivelle escalant a Mali.